# Teresa Hsu Chih

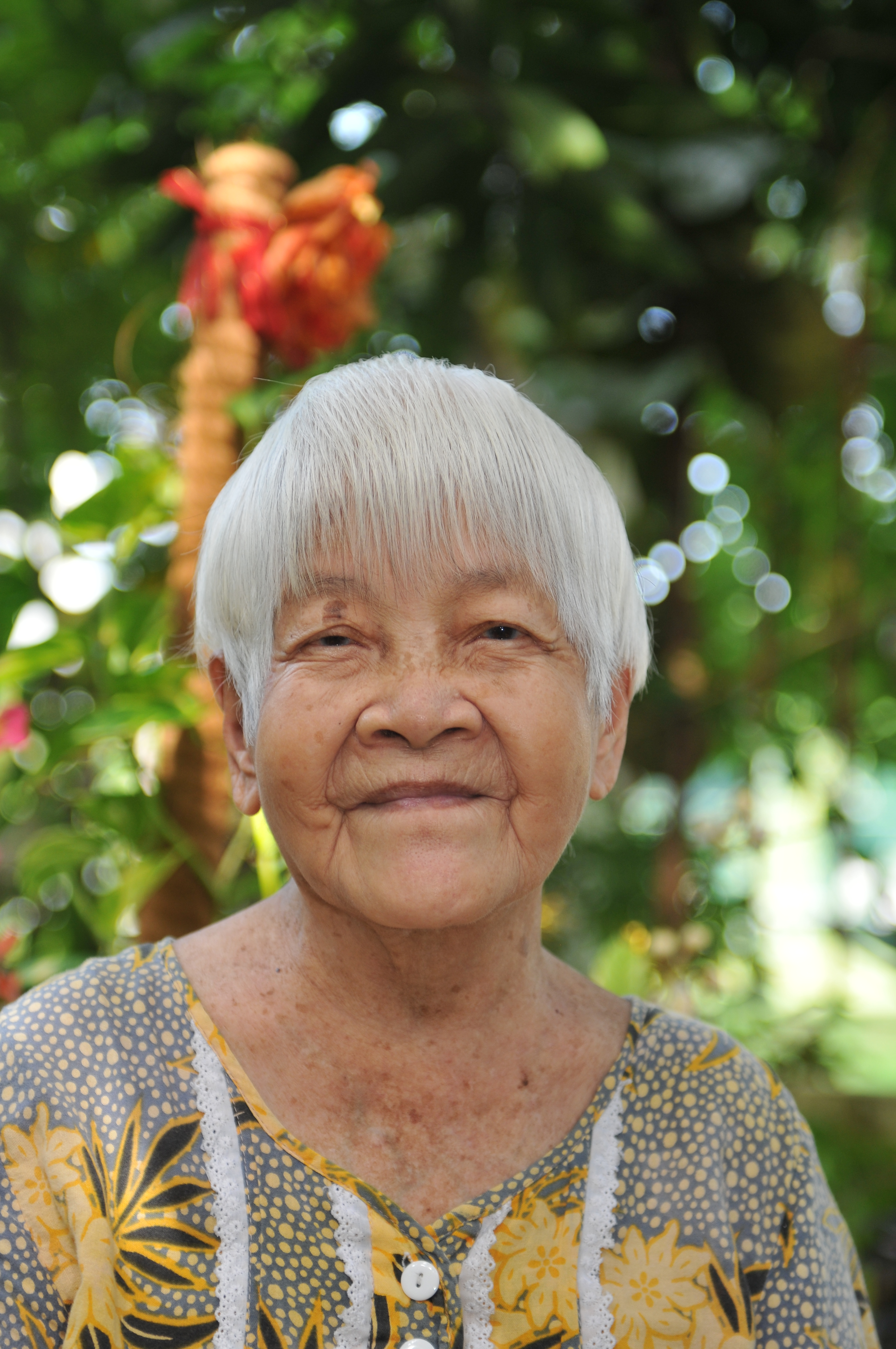
Teresa Hsu Chih in 2010

Teresa Hsu Chih (chinesisch: 許哲; * 7. Juli 1898 in Shantou; † 7. Dezember 2011 in Singapur) war eine Sozialarbeiterin. Sie war unter dem Namen Singapurs Mutter Teresa als Anerkennung für ihre aktive lebenslange Hingabe für die Hilfe alter und mittelloser Menschen bekannt geworden.

## Leben und Werk
Die pensionierte Krankenschwester war Gründerin des gemeinnützigen „Von-Herzen-zu-Herzen-Dienstes“ (Heart to Heart Service) und des „Hauses für die Alten und Kranken“ (Home for the Aged Sick), eine der ersten Unterkünfte für alte und kranke Menschen in Singapur. Sie war Sozialarbeiterin in China und Paraguay und war Krankenschwester in England, bevor sie nach Singapur zurückkehrte, um seit 1961 ähnliche gemeinnützige Hilfsdienste zu gründen. Auch im hohen Alter war sie noch aktiv beteiligt an wohltätiger Arbeit. Sie hatte fast ihre gesamten Ersparnisse dafür ausgegeben, armen und älteren Menschen Nahrung und Unterkunft zu bieten. Sie selbst pflegte einen einfachen und bescheidenen Lebensstil. Im Jahre 2005 erhielt sie von der Regierung von Singapur den „Preis für besondere Anerkennung“ (Special Recognition Award) als Zeichen der Anerkennung für ihren Beitrag für das Land.
Das von ihr behauptete Geburtsdatum und erreichte Lebensalter ist zweifelbehaftet und wurde nie unabhängig überprüft.